# Greene (Maine)
Greene es un pueblo ubicado en el condado de Androscoggin en el estado estadounidense de Maine. En el Censo de 2010 tenía una población de 4350 habitantes y una densidad poblacional de 47,73 personas por km².

## Geografía
Greene se encuentra ubicado en las coordenadas 44°11′23″N 70°8′42″O / 44.18972, -70.14500. Según la Oficina del Censo de los Estados Unidos, Greene tiene una superficie total de 91.13 km², de la cual 83.59 km² corresponden a tierra firme y (8.27%) 7.54 km² es agua.

## Demografía
Según el censo de 2010, había 4350 personas residiendo en Greene. La densidad de población era de 47,73 hab./km². De los 4350 habitantes, Greene estaba compuesto por el 97.59% blancos, el 0.39% eran afroamericanos, el 0.18% eran amerindios, el 0.21% eran asiáticos, el 0% eran isleños del Pacífico, el 0.18% eran de otras razas y el 1.45% pertenecían a dos o más razas. Del total de la población el 0.74% eran hispanos o latinos de cualquier raza.